# Arnulf Häfele
Arnulf Franz Häfele (* 6. Mai 1946 in Hohenems) ist ein österreichischer Politiker (SPÖ). Häfele war von 1974 bis 1999 Abgeordneter zum Vorarlberger Landtag und während dieser Zeit von 1988 bis 1993 Landesparteivorsitzender der SPÖ Vorarlberg.

## Leben und Wirken
Arnulf Häfele wurde am 6. Mai 1946 als Sohn des Historikers Franz Häfele und dessen Frau Dora in Hohenems geboren. Nach der Volksschule in Hohenems besuchte Häfele von 1956 bis 1964 das Gymnasium in Feldkirch. Anschließend absolvierte er ein Studium der Sozial- und Wirtschaftsgeschichte an der Universität Innsbruck, währenddessen er von 1968 bis 1970 am Institut für Rechtsgeschichte mitarbeitete. Während seiner Studienzeit war er Mitglied des Verbands Sozialistischer Studenten und als solches ab 1967 Mitglied der Stipendienkommission. 1972 wurde er zum Dr. phil. promoviert und noch im gleichen Jahr Stadtparteivorsitzender der SPÖ in seiner Heimatgemeinde Hohenems.
Ab dem 1. Mai 1973 arbeitete Häfele als Clubsekretär des SPÖ-Landtagsclubs, nach der Landtagswahl 1974 zog er am 4. November 1974 zudem selbst als Abgeordneter des 22. Vorarlberger Landtags in selbigen ein. Ab 1975 war er zudem in seiner Heimatgemeinde Mitglied der Gemeindevertretung und des Gemeinderats.
Eine Anfrage von Häfele an den Landeshauptmann Herbert Keßler 1979 führte im Jänner 1980 zur Diskussion des sogenannten „Alemannenerlasses“ von 1961 – eines internen Rundschreibens des damaligen Landesamtsdirektors Elmar Grabherr – im Vorarlberger Landtag. Hintergrund war die regionalistische Initiative Pro Vorarlberg, die von Grabherr 1979 forciert worden war.
Nachdem Arnulf Häfele in den Jahren 1983/84 ein Lehramtsstudium für die Unterrichtsfächer Deutsch und Geschichte an der Universität Innsbruck absolviert hatte, begann er 1984 am BORG Dornbirn-Schoren zu unterrichten. Diese Lehrtätigkeit übte er bis 1991 parallel zu seiner politischen Tätigkeit auf Gemeinde- und Landesebene aus. Zusätzlich zu seinen politischen Mandaten wurde Häfele am 18. Juni 1988 auch zum Landesparteivorsitzenden der SPÖ Vorarlberg gewählt. Diese Funktion übte er ab 9. November 1992 zusammen mit der des SPÖ-Clubvorsitzenden im Landtag aus. Von 1990 bis 1995 war Häfele zudem Vizebürgermeister in seiner Heimatstadt Hohenems. 1993 gab er zunächst die Leitung der Landespartei und anschließend die Führung des Landtagsclubs ab. Bei der Landtagswahl 1994 kandidierte Häfele aber als Spitzenkandidat der SPÖ Vorarlberg und wurde als solcher für eine weitere Legislaturperiode bis zum 4. Oktober 1999 gewählt.
Von 1993 bis zu seiner Pensionierung im Jahr 2001 unterrichtete Arnulf Häfele wiederum am BORG Dornbirn-Schoren, wobei er parallel dazu ab 1997 Rechtswissenschaften an der Universität Innsbruck studierte. Im Jahr 2001 erfolgte seine Sponsion zum Mag. jur. und am 20. November 2004 die Promotion zum Doktor der Rechtswissenschaften. Seit November 2004 ist Arnulf Häfele Obmann der Naturfreunde in Vorarlberg.